# Lymantriades unipuncta
Lymantriades unipuncta är en fjärilsart som beskrevs av John Henry Leech 1899. Lymantriades unipuncta ingår i släktet Lymantriades och familjen tofsspinnare. Inga underarter finns listade i Catalogue of Life.